# ПЕГИДА
ПЕГИДА у преводу Патриотски Европљани против исламизације Западног света (акроним од Patriotische Europäer gegen die Islamisierung des Abendlandes) је немачка грађанска иницијатива основана у Дрездену. Од октобра 2014. организују демонстрације у знак протеста против исламизације Немачке и Западног света. Од тада је број учесника демонстрација растао. Средим јануара 2015. године их је било око 25.000. У то време су биле и противдемонстрације од којих су највеће организоване у Минхену на којима је учествовало више од 12.000 људи.

## Настанак
Оснивач покрета је Луц Бахман. Бахманов разлог оснивања покрета је био митинг присталица Радничке партије Курдистана (PKK) 10. октобра 2014. године у Дрездену. Следећи дан је основао фејсбук страницу Patriotische Europäer Gegen die Islamisierung des Abendlandes која је на почетку била против слања оружја PKK.
Неколико дана раније, 7. октобра 2014. године, група муслимана за коју се претпоставља да припада салафистима је напала присталице PKK који су се скупљали после демонстрација против Исламске Државе. Исти дан су се сукобили Језиди и Чечени у Целеу.
Главни предмет критике у Немачкој су имиграциони закони и уопште имиграциона политика и став немачких представника који непрестано попуштају и повлађују муслиманској мањини. Организација се противи адаптацији немачких школа и болница у станове за збрињавање муслимана и јављају се случајеви шиканирања немачке деце од стране муслиманске мањине, све то је отишло тако далеко, да је предложено од стране једног дела немачких представника певање божићних песама на арапском језику у време божићних празника. Ова организација сматра да је оваково певанје божићних песама на арапском издаја европских хришћанских традиција на којима се градила Немачка.

## Политички погледи
Неки од најзначајнијих политичара нпр. канцеларка Ангела Меркел сматрају покрет за ксенофобан, и да распламсава насиље.
Овакав њен став подржава један део политичара, док остали сматрају да је само мали део крајње десничарских припадника демонстраната ксенофобан и насилан у односу на велику већину других.

## Подршка
Од најзначајнијих немачких странака ПЕГИДА има подршку само од стране Алтернативе за Немачку.